# Wappen von La Rioja
Das Wappen der Autonomen Gemeinschaft La Rioja wurde am 5. April 1957 vom Ministerio de Gobernación für die damalige Provinz Logroño geschaffen. Mit dem Autonomiestatut für La Rioja vom 9. Juni 1982 wurde es für die Autonome Gemeinschaft, deren einzige Provinz Logroño ist, übernommen und im Ley 4/1985 vom 31. Mai 1985 von der Abgeordnetenversammlung der Provinz nochmals bestätigt. Es erschien am 25. Mai 1964 auf der 29. Briefmarke der Serie Escudos provinciales españoles.

## Beschreibung
In der Heraldik werden die Bezeichnungen rechts und links grundsätzlich aus der Sicht der Person verwendet, die den Schild vor sich her tragen würde, also entgegengesetzt zur Sicht des Betrachters. 
Der Wappenschild ist von Gold und Rot gespalten. Im rechten Feld steht in Gold ein rotes Jakonskreuz auf einem grünen Berg, begleitet von zwei rotgerandeten, silbernen Jakobsmuscheln am Kreuzfuß. Im linken Feld steht ein goldenes, schwarz vermauertes Kastell mit roten Fenster- und Toröffnungen auf zwei ebenfalls goldenen, schwarz vermauerten Brückenpfeilern über einem silbernen Schildfuß mit blauen Wellenbalken. Der Schild wird von einem blauen Bord mit drei, 2:1 gestellten, goldenen Lilien umgeben.
Auf dem Wappenschild ruht die Königskrone Spaniens in der bourbonischen Form.

## Historische Herkunft der Wappenbestandteile
Der grüne Berg in der rechten Schildhälfte stellt den Monte Laturce dar, wo sich einer Legende nach am 23. Mai 844 eine entscheidende Schlacht zwischen König Ramiro I. von Asturien und dem Emir von Córdoba Abd ar-Rahman II. ereignet haben soll. Diese Schlacht von Clavijo, die durch das persönliche Eingreifen des Apostels Jakobus zu Pferd entschieden worden sein soll, wurde in einer um die Mitte des 12. Jahrhunderts von dem Geistlichen Pedro Marcio in Santiago de Compostela gefälschten Urkunde beschrieben und taucht um 1243 in der Chronik von Rodrigo Jiménez de Rada, Erzbischof von Toledo, auf. Deshalb erscheint über dem Berg auch das rote Kreuz des Ritterordens des heiligen Jakob vom Schwert, der 1170 etwa zeitgleich zur Fälschung gegründet wurde. Auch die Pilgermuscheln beidseits des Kreuzes verweisen auf den hl. Jakobus und den Camino Francés, der durch Logroño führt.
Die linke Schildhälfte zeigt die um das Jahr 1095 errichtete und 1871 eingestürzte befestigte Brücke über den Ebro in Logroño, die von höchster wirtschaftlicher und strategischer Bedeutung war. Der blaue Bord und die drei goldenen Lilien darauf, wurden der Stadt Logroño 1523 von Kaiser Karl V. bei einem Besuch als Anerkennung für den Sieg über die verbündeten französisch-navarrischen Truppen 1521 verliehen.